# 격동 (영화)
"격동"은 대한민국에서 제작된 박호태 감독의 1975년 영화이다. 장동휘 등이 주연으로 출연하였고 서종호 등이 제작에 참여하였다.

## 배역
- 강신성일
- 장동휘
- 이대엽
- 최무룡